# Michael Reed Barratt
Michael Reed Barratt, M.D. (* 16. April 1959 in Vancouver, Clark County, Washington) ist ein amerikanischer Arzt und Astronaut der NASA.

## Ausbildung
Barratt erhielt 1981 einen Bachelor of Science in Zoologie von der University of Washington und 1985 einen Doktortitel der Medizin von der Northwestern University. Anschließend spezialisierte er sich auf Innere Medizin sowie Luft- und Raumfahrtmedizin. In Zusammenarbeit mit der Wright State University, der NASA und der Wright-Patterson Air Force Base erreichte er 1991 einen Master of Science in Luft- und Raumfahrtmedizin.

## Astronautentätigkeit
Nachdem er sich 1997 vergeblich für die 17. NASA-Gruppe beworben hatte, wurde er bei der nächsten Auswahl berücksichtigt: Am 26. Juli 2000 wurde er als Missionsspezialist der 18. NASA-Gruppe ausgewählt.

### ISS-Expeditionen 19 und 20
Michael Barratt wurde als Bordingenieur für die ISS-Expeditionen 19 und 20 ausgewählt.
Der Start zu diesem Raumflug erfolgte am 26. März 2009 mit Sojus TMA-14. Am 5. Juni 2009 führte Barratt seinen ersten Weltraumausstieg aus, bei dem er gemeinsam mit Gennadi Padalka passive Antennen für das Kurs-Dockingsystem am Swesda-Modul anbrachte. Ein zweiter Ausstieg fand am 10. Juni statt und dauerte 12 Minuten. Dabei entfernten er und Padalka eine Abdeckung im Andocksystem des Swesda-Moduls. Beide Ausstiege waren für das Ankoppeln des russischen Poisk-Moduls erforderlich, das im November 2009 an der ISS ankoppelte. Barratt kehrte am 11. Oktober 2009 zusammen mit Padalka und dem Weltraumtouristen Guy Laliberté mit Sojus TMA-14 wieder zur Erde zurück.

### STS-133
Am 18. September, noch während er Teilnehmer der Expedition 20 war, wurde Barratt als Missionsspezialist für die Mission STS-133 zur ISS nominiert. Der Start fand am 24. Februar 2011 statt, die Landung am 9. März. Dieser Flug war der letzte der Raumfähre Discovery.

### NASA-Management
Von Januar 2012 bis April 2013 war Dr. Barratt Manager of the Human Research Program am NASA Johnson Space Center. Das Programm beinhaltete angewandte Gesundheitswissenschaftsforschung und dessen Risiken bei Raumflügen. Er kehrte im Mai 2013 zum Astronautenbüro zurück und leitete das wissenschaftliche Nutzlasttraining.

## Zusammenfassung
| Nr. | Mission                      | Funktion           | Flugzeitraum                | Flugdauer      |
| --- | ---------------------------- | ------------------ | --------------------------- | -------------- |
| 1   | Sojus TMA-14 (ISS 19 und 20) | Bordingenieur      | 26. März – 11. Oktober 2009 | 198d 16h 42min |
| 2   | STS-133                      | Missionsspezialist | 24. Februar – 9. März 2011  | 12d 19h 04min  |

## Privates
Michael Barratt ist mit Dr. Michelle Lynne Barratt (geb. Sasynuik) verheiratet und hat mit ihr fünf Kinder. Seine Freizeitinteressen beinhalten Kirchen- und Familienaktivitäten, Schreiben, Geocaching, Segeln sowie Restaurierung und Wartung von Booten.